# Smygehamn
Smygehamn är en tätort (Sveriges sydligaste) i Trelleborgs kommun på Söderslätt i Skåne län.
I nordvästra delen av tätorten ligger kyrkbyn i Östra Torps socken, vars namn Östratorp hela samhället hade till 1950. 
Strax väster om Smygehamn ligger Sveriges sydligaste udde, Smygehuk. Där ligger även själva hamnen. Österut längs riksväg 9 ligger hotell- och konferensanläggningen Smygehus.

## Historia
Det lilla fiskeläget som utgör ursprunget till Smygehamn har funnits här sedan 1600-talet. Smyge fiskeläge beboddes 1877 av 16 fiskare. 1962 fanns omkring 35 fiskare med sju storbåtar verksamma i Smyge. Hamnen som byggdes på 1920-talet var från början ett kalkbrott. Tidigare lade fartygen till ute på redden och lastades och lossades med hjälp av pråmar från långa stenbryggor. Vid hamnens västra del ligger små fiskebodar eller hoddor, som de kallas här, där fiskarna förvarar sina redskap. Här finns också ett uppskattat fiskrökeri.
Det gamla Köpmansmagasinet byggdes i början av 1800-talet och var en av fyra handelsgårdar i Smygehamnstrakten som numera hyser turistbyrå, konst- och hantverksutställningar och café.
Samhället var slutstation för den år 1887 fullbordade Börringe-Östratorps järnväg (BÖJ), vilken förstatligades år 1941. Järnvägstrafiken till Smygehamn upphörde 1957.
Länge bröt man kalk i området kring Smygehamn. Landskapet visar fortfarande spår efter brytningen. Kalkbrytning och bränning i mer industriell omfattning kom troligen igång omkring 1860. 1954 lades verksamheten ner på grund av dålig lönsamhet. Kalken användes till mur- och putsbruk, till att vitmena husen och även vid sockerframställning. Bränningen skedde i så kallade kupolugnar för periodisk drift. Sammanlagt var 10 ugnar i bruk. Nio av ugnarna finns bevarade, den äldsta av dessa är från mitten av 1800-talet. Den byggdes av tysken Herman Wendt och ligger mellan hamnen och Köpmansmagasinet. De övriga finns norr om Smygehamn.

### Befolkningsutveckling
| Befolkningsutvecklingen i Smygehamn 1960–2020 | Befolkningsutvecklingen i Smygehamn 1960–2020 | Befolkningsutvecklingen i Smygehamn 1960–2020 | Befolkningsutvecklingen i Smygehamn 1960–2020 | Befolkningsutvecklingen i Smygehamn 1960–2020 |
| --------------------------------------------- | --------------------------------------------- | --------------------------------------------- | --------------------------------------------- | --------------------------------------------- |
|                                               |                                               |                                               |                                               |                                               |
| År                                            |                                               |                                               | Folkmängd                                     | Areal (ha)                                    |
| 1960                                          | 1960                                          |                                               | 470                                           |                                               |
| 1965                                          | 1965                                          |                                               | 482                                           |                                               |
| 1970                                          | 1970                                          |                                               | 482                                           |                                               |
| 1975                                          | 1975                                          |                                               | 927                                           |                                               |
| 1980                                          | 1980                                          |                                               | 1 027                                         |                                               |
| 1990                                          | 1990                                          |                                               | 1 118                                         | 99                                            |
| 1995                                          | 1995                                          |                                               | 1 139                                         | 101                                           |
| 2000                                          | 2000                                          |                                               | 1 152                                         | 101                                           |
| 2005                                          | 2005                                          |                                               | 1 174                                         | 102                                           |
| 2010                                          | 2010                                          |                                               | 1 278                                         | 105                                           |
| 2015                                          | 2015                                          |                                               | 1 297                                         | 130                                           |
| 2020                                          | 2020                                          |                                               | 1 287                                         | 131                                           |
|                                               |                                               |                                               |                                               |                                               |

## Samhället
Vid hamnen står Axel Ebbes staty Famntaget, för vilken Uma Thurmans mormor, Birgit Holmquist har stått modell. Statyn avtäcktes  27 maj 1930 och stod då placerad nedanför restaurang Solfjädern i Trelleborgs hamn. 

## Kultur
I Smygehamn finns Sveriges sydligaste teater Piggsvinsteatern.